# Fabrizio Plessi

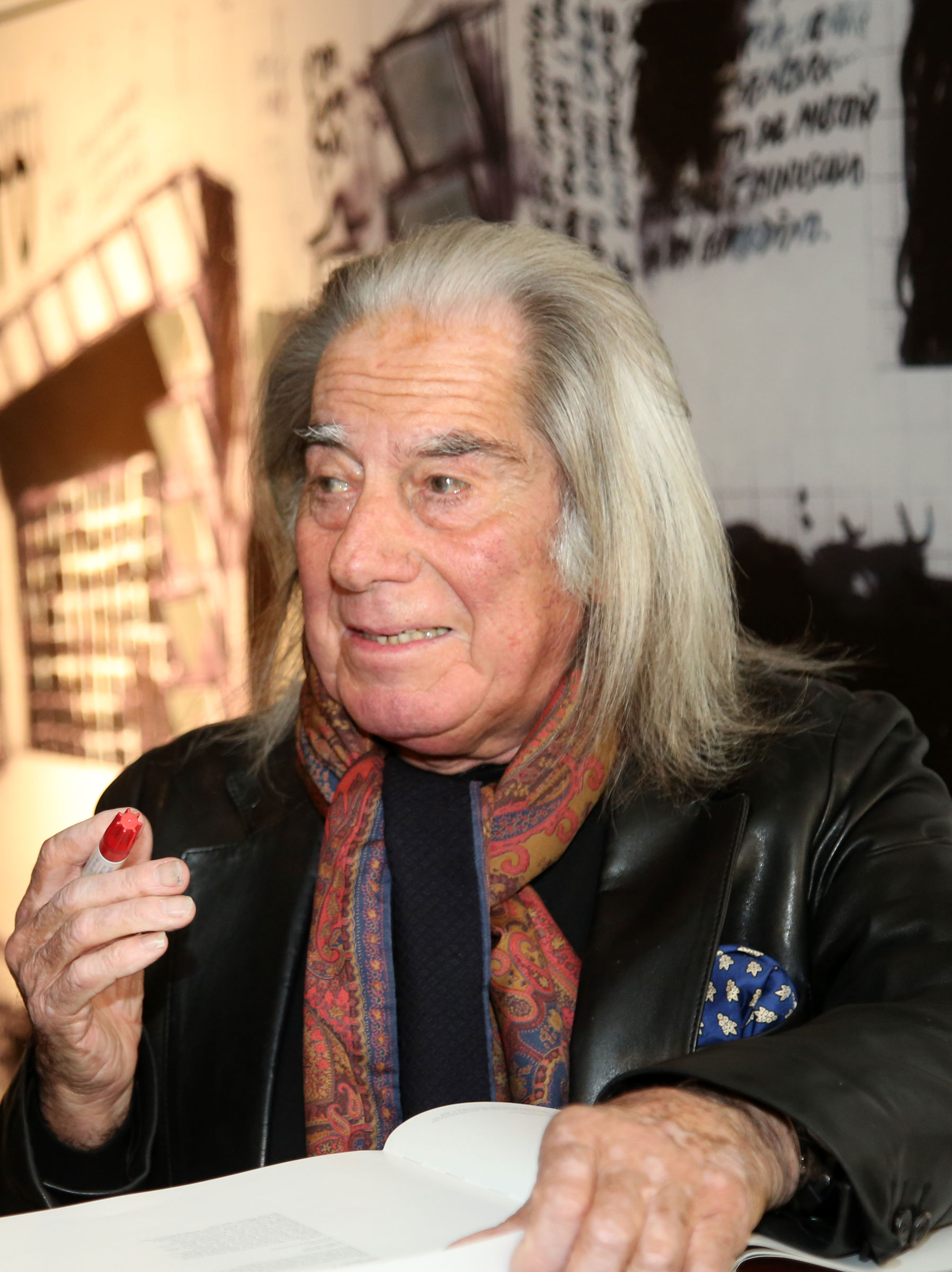
Fabrizio Plessi (2015)

Fabrizio Plessi (* 3. April 1940 in Reggio nell’Emilia) ist ein italienischer Installations-, Medien- und Videokünstler.

## Leben und künstlerisches Schaffen

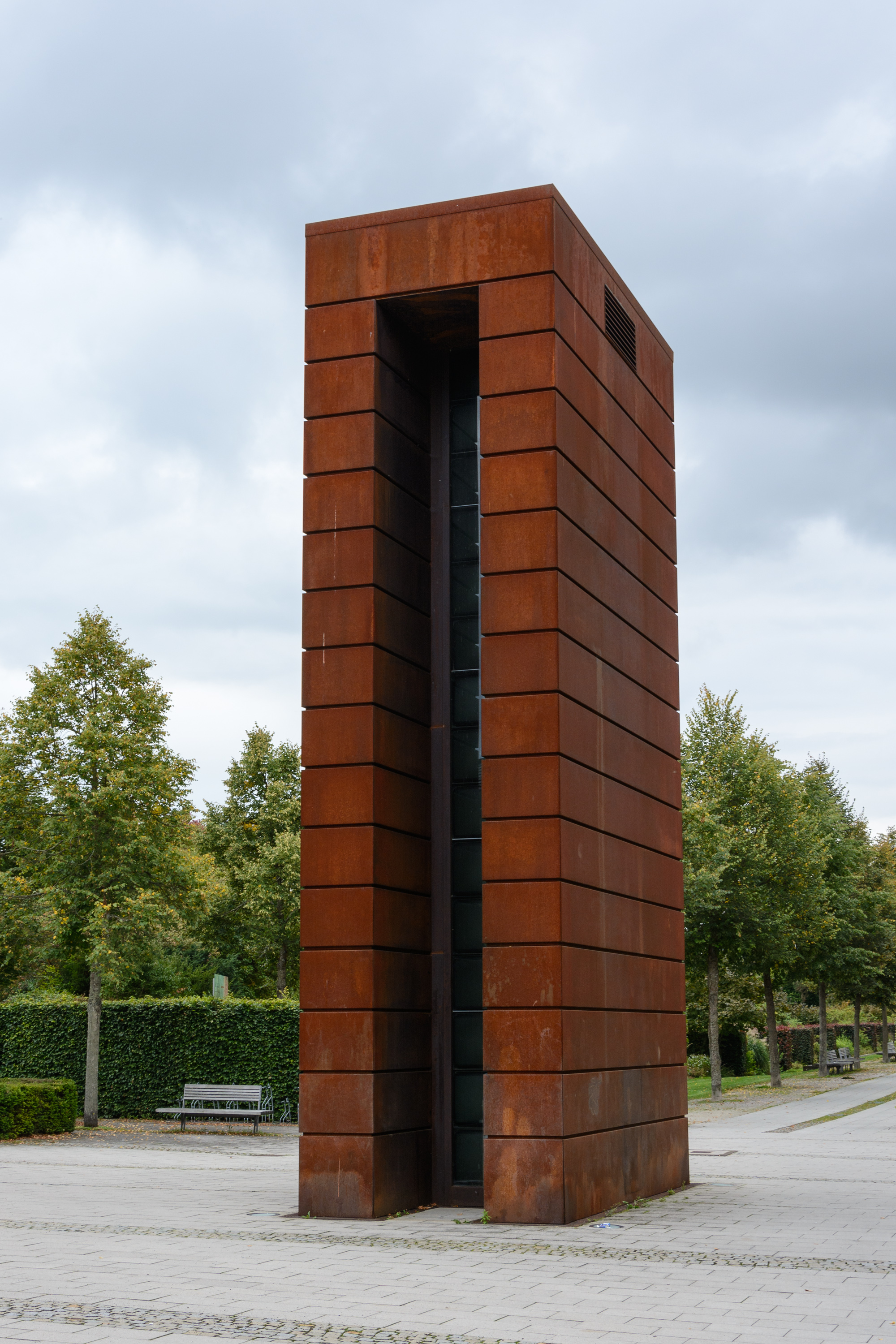
„Plessi-Turm“ in Kronach

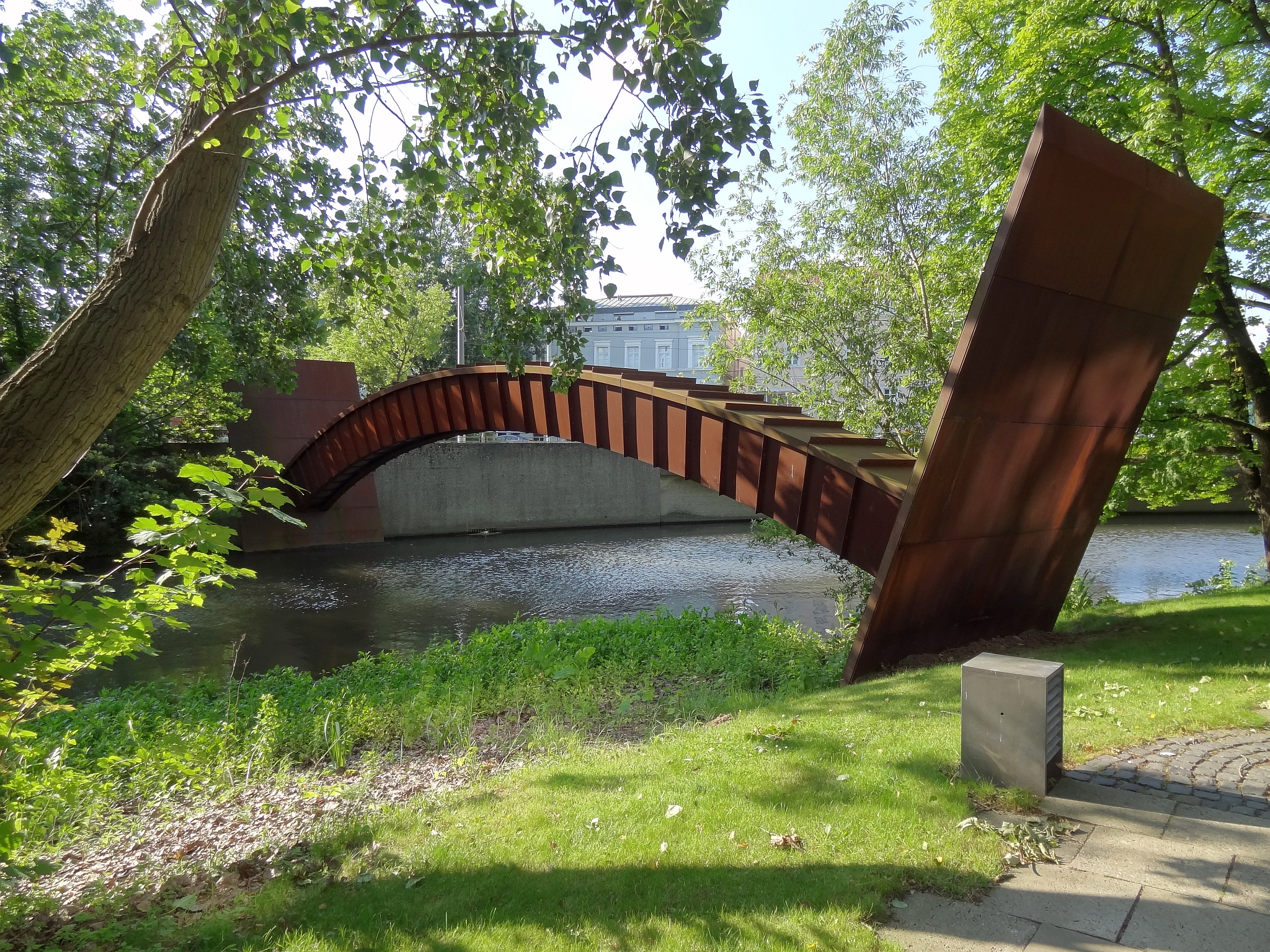
„Plessi-Bogen“ in Braunschweig

Fabrizio Plessi studierte Malerei an der Kunstakademie Venedig. Er beschäftigte sich zunächst mit Performances und experimentellen Filmen. Mit der von ihm Mitte der siebziger Jahre entwickelten neuen Kunstform, der Videoskulptur, wurde er international bekannt. Seine Arbeiten zählen zur Arte Povera und Konzeptkunst. Ein Hauptthema seiner Werke ist das Wasser, wobei er für seine künstlerischen Installationen unterschiedliche Mittel benutzt, vor allem Filme, Videos sowie Performances und Inszenierungen, bei denen er Steine, rostiges Eisen, Holz, Stroh und andere Materialien verwendet. „Plessis Installationen sind immer ein Spiel mit Sein und Schein, die Begegnung von Wirklichem mit Möglichem, von Realität mit Virtualität. […] Mit neuester Technik versucht er, der uralten Materie auf die Spur zu kommen.“, so auch mit seiner open-air Videoinstallation „Waterfire“; – der 10 m hohe „Plessi-Turm“ aus Stahl und Monitoren steht seit 2002 vor dem Eingang zum Landesgartenschaugelände in Kronach.
Plessi stellte seine Inszenierungen auf der Kasseler documenta sowie bei der Biennale von Venedig und der Biennale von São Paulo aus und gestaltete für die Weltausstellung Expo 2000 den italienischen Pavillon. Einen besonderen Erfolg hatte eine große Einzelausstellung, welche 1998 im Guggenheim-Museum in New York stattfand, und die anschließend von wichtigen amerikanischen Museen übernommen wurde. Er hatte eine Professur an der Kunsthochschule für Medien Köln für „Elektronische Szenografie“ und war dort von 1990 bis 2000 als Inhaber eines Lehrstuhls für „Humanisierung der Technologien“ tätig. Darüber hinaus entwickelt der Künstler Bühnenbilder für Theater- und Opernaufführungen, so schuf er zum Beispiel die Bühnenbilder für ein Konzert von Luciano Pavarotti im New Yorker Central Park und für Mauro Bigonzettis Choreografie des Balletts „Romeo und Julia“.
An der Brennerautobahn am Brennerpass wurde 2013 das Plessi-Museum eingeweiht – es präsentiert in einer Dauerausstellung Videos, Zeichnungen und Installationen des Künstlers. Das Museum ist eine Autobahnraststätte, deshalb nur über die Autobahn erreichbar und steht in unmittelbarer Nähe zur früheren italienisch-österreichischen Zollstation in der Ortschaft Brenner.
Plessi lebt und arbeitet in Venedig, Köln und auf Mallorca.

## Zitat
- „Meine Kunst ist eine unaufhörliche Suche nach der Poesie, der Geschichte und der Seele der Dinge.“[4]
- „Meine Arbeit ist die eines eigenartigen Alchemisten, der typische Materialien aus der Sphäre der Kunst – wie Eisen, Holz, Marmor – mit dem Schillernden des Technischen, Elektronischen zusammenbringt.“[5]

## Ausstellungen (Auswahl)
- 2014:  Fabrizio Plessi – Sul viaggio. Über das Reisen. Ludwig Museum Koblenz
- 2006/2007: H2 – Zentrum für Gegenwartskunst, Augsburg
- 2006/2007: Wilhelm-Hack-Museum, Ludwigshafen
- 2004: Martin-Gropius-Bau, Berlin
- 2003: Biennale di Venezia, Venedig
- 2002: Kronach “Waterfire”/ der Plessiturm
- 2001/2002: Sammlung Essl, Klosterneuburg
- 1999/2000: Kestnergesellschaft, Hannover
- 1998: Guggenheim-Museum, New York
- 1995: Biennale von São Paulo, Brasilien
- 1988: Neue Galerie der Stadt Linz, Linz
- 1987: Documenta 8, Kassel
- 1979: Sammlung Ludwig, Aachen
- 1977: Kunsthalle zu Kiel

## Bücher, Bildbände, Ausstellungskataloge
- Lava. Fabrizio Plessi. Hrsg. Thomas Elsen. Kehrer, Heidelberg 2007. ISBN 978-3-939583-19-6
- Plessi, Digital Islands 1970–1990. Hrsg. Richard W. Gassen. Kehrer, Heidelberg 2006. ISBN 978-3-939583-01-1
- Wulf Herzogenrath and Dorothea van der Koelen: Dokumente unserer Zeit XXXIII : Panta Rhei, Chorus - Verlag, Mainz 2005, ISBN 3-926663-33-2
- Fabrizio Plessi – Traumwelt. Hrsg. Carl Haenlein, Chorus Verlag, München 2004. ISBN 3-931876-54-3
- Only fire. Fabrizio Plessi. Edition Sammlung Essl, Klosterneuburg 2001. ISBN 3-902001-05-4
- Deutschlandreise. Chorus-Verlag, München 2001. ISBN 3-931876-26-8
- Fabrizio Plessi, Guggenheim-Museum SoHo, New York. Texte von Dorothea van der Koelen und Andreas Dornbracht. Chorus-Verlag, Mainz und München 1998. ISBN 3-931876-23-3
- Opus Video Sculpture. Werkverzeichnis der Videoskulpturen und -installationen 1976–1998. Texte: Heinrich Klotz und Dorothea van der Koelen. Chorus-Verlag, Mainz 1998. ISBN 3-931876-19-5
- Fabrizio Plessi, progetti del mondo. DuMont, Köln 1997. ISBN 3-7701-4042-7
- Fabrizio Plessi. Rovina elettronica. Ursula-Blickle-Stiftung. Kraichtal 1995. ISBN 3-930043-05-X
- Plessi, Videoland Videolinz. Neue Galerie der Stadt Linz, Wolfgang-Gurlitt-Museum. Linz 1988
- Christina Kubisch, Fabrizio Plessi. Konzerte, video performances, Installationen. Neue Galerie, Sammlung Ludwig, Aachen 1979
- Fabrizio Plessi. Kunsthalle zu Kiel. 13. März / 17. April 1977. Kunsthalle, Kiel 1977

## Sekundärliteratur und Quellen
- Eigenartiger Alchemist. 3sat-Sendung „Kulturzeit“. 27. Februar 2004.
- Carsten Ahrens und Carl Haenlein: Der Hängende Wald. L'Anima della materia. Kestner-Gesellschaft, Hannover 1999
- Richard W. Gassen: Pressemitteilung vom 19. Oktober 2006 zur Ausstellung im „Wilhelm-Hack-Museum“, Ludwigshafen
- Hans Gercke: Plessi water video projects. Heidelberger Kunstverein, Heidelberg 1983
- Carl Haenlein: Traumwelt. Chorus-Verlag, München 2004
- Edith Rabenstein: Fabrizio Plessi – der Bildhauer der Videotechnologie. In: „Passauer Neue Presse“. Oktober 2000.